# ۱۰ سگ بزرگ
۱۰ سگ بزرگ یک ستاره است که در صورت فلکی سگ بزرگ قرار دارد.